# Live Aid
Live Aid (en español, «Ayuda en Vivo») fueron dos conciertos organizados por Bob Geldof y Midge Ure, realizados el 13 de julio de 1985 de forma simultánea en el Estadio Wembley de Londres (Reino Unido) y en el John F. Kennedy Stadium de Filadelfia (Estados Unidos), con el motivo de recaudar fondos en beneficio de Etiopía y Somalia. Pocos meses antes, varios artistas, principalmente británicos, publicaron la canción "Do They Know It's Christmas?" con los mismos fines, de igual forma los músicos estadounidenses colaboraron con la canción "We Are The World", para recaudar fondos.
El uso de los fondos recaudados ha sido objeto de controversia.

## Artistas
Los artistas y agrupaciones musicales que se presentaron durante el mega evento y las canciones que interpretaron fueron (por orden de aparición):

### Estadio de Wembley (Londres)
1. Status Quo: Rockin' All Over the World, Caroline, Don't Waste My Time.
2. The Style Council: You're The Best Thing, The Big Boss Groove, Internationalists, Walls Come Tumbling Down.
3. The Boomtown Rats: I Don't Like Mondays, Drag Me Down, Rat Trap.
4. Adam Ant: Vive Le Rock.
5. Ultravox: Reap The Wild Wind, Dancing With Tears In My Eyes, One Small Day, Vienna.
6. Spandau Ballet: Only When You Leave, Virgin, True.
7. Elvis Costello: All You Need Is Love.
8. Nik Kershaw: Wide Boy, Don Quixote, The Riddle, Wouldn't It Be Good.
9. Sade: Why Can't We live together, Your Love Is King, Is It a Crime?.
10. Sting y Phil Collins: Roxanne (Sting), Driven To Tears (Sting), Against All Odds (Phil Collins), Message in a Bottle (Sting), In the Air Tonight (Phil Collins), Long, Long Way to go (ambos), Every Breath You Take (ambos).
11. Howard Jones: Hide and Seek.
12. Bryan Ferry y David Gilmour: Sensation, Boys and Girls, Slave to Love, Jealous Guy.
13. Paul Young: Do they know it's christmas?,Come Back and Stay, That's the Way Love Is (con Alison Moyet), Everytime You Go Away.
14. U2: Sunday Bloody Sunday, Bad.
15. Dire Straits: Money for Nothing (con Sting), Sultans of Swing.
16. Queen: Bohemian Rhapsody, Radio Ga Ga, Hammer to Fall, Crazy Little Thing Called Love, We Will Rock You, We Are the Champions.
17. David Bowie: TVC 15, Rebel Rebel, Modern Love, Heroes.
18. The Who: My Generation, Pinball Wizard, Love Reign O'er Me, Won't Get Fooled Again.
19. Elton John: I'm Still Standing, Bennie and the Jets, Rocket Man, Don't Go Breaking My Heart (con Kiki Dee), Don't Let The Sun Go Down On Me (con George Michael), Can I Get A Witness.
20. Freddie Mercury y Brian May: Is This the World We Created...?.
21. Paul McCartney (con David Bowie, Bob Geldof, Alison Moyet y Pete Townshend): Let It Be.
22. Band Aid: (en compañía de todos los artistas que actuaron): Do They Know It's Christmas?.

### Estadio John F. Kennedy (Filadelfia)
1. Bernard Watson: All I Really Want to Do.
2. Joan Baez: Amazing Grace, We Are the World.
3. The Hooters: And We Danced, All You Zombies.
4. The Four Tops: Shake Me, Wake Me (When It's Over), Bernadette, It's The Same Old Song, Reach Out I'll Be There, I Can't Help Myself (Sugar Pie Honey Bunch).
5. Billy Ocean: Caribbean Queen, Loverboy.
6. Black Sabbath: Children of the Grave, Iron Man, Paranoid.
7. Run DMC: Jam-Master Jay, King of Rock.
8. Rick Springfield: Love Somebody, State of the Heart, Human Touch, Jessie's Girl.
9. Reo Speedwagon: Can't Fight This Feeling, Roll with the Changes.
10. Crosby, Stills & Nash: - Southern Cross, Teach Your Children, Suite: Judy Blue Eyes.
11. Judas Priest: Living After Midnight, The Green Manalishi, You've Got Another Thing Comin'.
12. Bryan Adams: Kids Wanna Rock, Summer of '69, Tears Are Not Enoutgh, Cuts Like a Knife.
13. The Beach Boys: California Girls, Help Me, Ronda, Wouldn't It Be Nice, Good Vibrations, Surfin'USA.
14. George Thorogood & The Destroyers (con Bo Diddley y Albert Collins): Who Do You Love?, The Sky Is Crying, Madison Blues.
15. Simple Minds: Ghost Dancing, Don't You (Forget About Me), Promised You a Miracle.
16. The Pretenders: Time The Avenger, Message of Love, Stop Your Sobbing, Back on the Chain Gang, Middle of the Road.
17. Santana: Brotherhood, Primera Invasión, Open Invitation, By the Pool, Right Now (con Pat Metheny).
18. Ashford & Simpson: Solid, Reach Out and Touch (Somebody's Hand) (con Teddy Pendergrass).
19. Madonna: Holiday, Into the Groove, Love Makes the World Go Round.
20. Tom Petty & The Heartbreakers: American Girl, The Waiting, Rebels, Refugee.
21. Kenny Loggins: Footloose.
22. The Cars: You Might Think, Drive, Just What I Needed, Heartbeat City.
23. Neil Young: Sugar Mountain, The Needle and the Damage Done, Helpless, Nothing Is Perfect (In God's Perfect Plan), Powderfinger.
24. The Power Station: Murderess, Get It On.
25. Thompson Twins: Hold Me Now, Revolution (con Steve Stevens, Nile Rodgers y Madonna).
26. Eric Clapton (con Phil Collins): White Room, She's Waiting, Layla.
27. Phil Collins: Against All Odds (Take a Look at Me Now), In the Air Tonight.
28. Led Zeppelin (con Phil Collins): Rock and Roll, Whole Lotta Love, Stairway To Heaven.
29. Duran Duran: A View To a Kill, Union of the Snake, Save a Prayer, The Reflex.
30. Patti LaBelle: New Attitude, Imagine, Forever Young, Stir It Up, Over the Rainbow, Why Can't I Get It Over.
31. Hall & Oates: Out of Touch, Maneater, Get Ready, Ain't Too Proud to Beg, The Way You Do The Things You Do.
32. Mick Jagger: Lonely At The Top, Just Another Night, Miss You, State of Shock (con Tina Turner).
33. Bob Dylan, Keith Richards y Ron Wood: Blowin' in the Wind, When the Ship Comes In.
34. Lionel Richie y Harry Belafonte (junto a todos los artistas y agrupaciones que actuaron): We Are The World.

## Historia
Entre 1983 y 1985, durante el régimen del gobierno socialista etíope Derg, ocurrió una hambruna denominada en la época un «infierno en la tierra», causada en gran parte por el gobierno comunista de Haile Mariam y por la sequía.  Las acciones del gobierno hicieron que la hambruna "llegase antes, golpease más fuerte y alcanzase más lejos," con entre 400,000 y 1.2 millones de muertos.
La cadena de televisión BBC mostró al mundo lo que ocurría, esto impulsó al músico y actor Bob Geldof a viajar para conocer sobre el terreno lo que estaba pasando en África y posteriormente a crear la fundación Band Aid Trust, encargada de manejar y distribuir toda la ayuda que se lograra recaudar gracias a los dos conciertos. La idea original de hacer un concierto benéfico para ayudar a las víctimas y de recaudar fondos para Etiopía, era del vocalista de Culture Club Boy George, y del baterista de la misma banda Jon Moss, los cuales anteriormente habían ayudado a Geldof.
Para lograr la atención del mundo, Geldof y su amigo Midge Ure, cofundador de la fundación y cantante de Ultravox, lograron comunicarse con la mayoría de los grandes y reconocidos artistas europeos de la época que, sin problema en participar, se hicieron presentes de manera voluntaria, formando Band Aid, la cual, grabó en 1984 Do They Know It's Christmas?, canción de gran éxito mundial interpretada por artistas como Jody Watley, Kool & the Gang, Bananarama, Heaven 17, Duran Duran, Culture Club, Big Country, entre muchos otros. Estados Unidos no se quedó atrás y también cooperó con We Are the World, grabada en 1985 por grandes artistas del país como Michael Jackson, Kenny Rogers, James Ingram, Dionne Warwick, Willie Nelson, Al Jarreau, Huey Lewis, Kim Carnes, Ray Charles, entre otros más. 
Ambas canciones fueron los grandes himnos de Live Aid. 
Al ser un concierto benéfico, los anfitriones Geldof, Ure y George tratarían de que el evento fuese lo más grande posible, casi intentando hacer historia. Sería muy aburrido que solo 5.000 personas estén presentes en el Estadio de Wembley, y era necesario que este se vinculara con el Madison Square Garden, y que fuera transmitido por televisión en gran parte del mundo. La idea poco a poco iba tomando forma. En el principio se tenía pensado tener a un artista tocando 4 o hasta 5 temas en el estadio de Wembley, y cuando se terminase, dar pase vía satélite al Madison Square Garden, en donde podría tocar otro artista de la talla, y así se aprovechaba para acomodar el escenario para la actuación del artista que le seguía. Los derechos de televisión, los boletos vendidos y demás, hubiera podido ser capaz de recaudar gran cantidad de dinero para África. Sin embargo, después de pensarlo mucho, y al ver que la escala televisiva de América estaba aumentando, decidieron mudar la sede al Estadio John. F. Kennedy, y de ahí, Bob Geldof empezó a convencer a todos los artistas para participar. La gran mayoría de artistas aceptaron en actuar y otros no, y el 13 de julio de 1985 a las 12:00 PM en Londres, el concierto dio inicio. 
El mega evento contó con el regreso de bandas como Queen, Led Zeppelin, Black Sabbath, Crosby, Stills, Nash & Young o The Who, hasta la participación de uno de los miembros de la banda más grande e influyente de la historia.
La gran participación de artistas logró que el evento resultara un gran éxito y marcara parte de la historia musical, mostrando al mundo que la música podía crear conciencia y ayudar a la gente de África.
La recaudación superó los 100 millones de dólares, el concierto fue retransmitido en directo vía satélite en más de 72 países y fue uno de los eventos musicales más vistos en todo el mundo.
Con motivo de este concierto memorable, el 13 de julio fue declarado Día Mundial del Rock.

## Evento en elEstadio de Wembley
A las 12 horas del 13 de julio de 1985 se dio inicio al espectáculo llamado Live Aid (en español, Ayuda en directo) en el Estadio Wembley de Londres con las siguientes palabras: "Son las 12 en punto en Londres, las 7 de la mañana en Estados Unidos, y en todo el mundo, es hora del Live Aid". Luego de comenzar la ceremonia se dio la bienvenida a los príncipes de Gales Carlos y Diana, y posteriormente la banda Coldstream Guards abrió el concierto con el «Royal Salute» (Saludo Real). El primer grupo en salir a escena fue Status Quo, que gozaba de gran popularidad en aquella época, y que provocó que el público comenzara a entusiasmarse y a disfrutar con cada artista o grupo que se presentara, interpretando algunos de sus más grandes éxitos: Rockin' All Over the World, Caroline y Don't Waste My Time, haciendo bailar y emocionarse a los aficionados. Mientras Status Quo se presentaba sobre el escenario, Geldof no dejaba de distraer y tratar de convencer a la familia real sobre la gran magnitud que el evento adquiriría en horas, no obstante, la realeza se retiró del evento unos momentos después. Llegaría uno de los momentos más importantes del evento: Bob Geldof subiría al escenario en compañía de su banda: The Boomtown Rats, y serían protagonistas de uno de los momentos más alocados del evento. La banda comenzó su actuación interpretando I Don't Like Mondays, y en la parte en donde la letra dice " And the lesson today is how to die", Bob levantó su puño izquierdo e hizo una breve pausa. Se había dejado entender que en ese momento aquel verso tomo un significado muy especial, y el público estalló en aplausos. Posteriormente, la agrupación hizo estallar al público en júbilo interpretando Drag Me Down y Rat Trap, generando un ambiente alegre y movido entre todos los presentes. Momentos después, el cofundador del mega evento, Midge Ure, también subiría al escenario junto a Ultravox, quienes originalmente tocarían en el lugar de The Boomtown Rats, realizándose un cambio de último minuto alterando el orden de salida de ambas bandas, por lo que la agrupación tuvo que actuar cuando la familia real ya se no se encontraba presente. Deleitaron a todos los presentes en el estadio con Reap The Wild Wind, Dancing With Tears In My Eyes, One Small Day y Vienna. El evento poco a poco iba alcanzando el éxito y las primeras donaciones empezaban a llegar. Tomarían el escenario The Style Council, Adam Ant, Nik Kershaw, Sade, Spandau Ballet, y luego Elvis Costello, que tan solo armado de una guitarra eléctrica tocó el clásico de The Beatles All You Need Is Love, con la intención de encantar al público y logrando una gran respuesta de todos los asistentes ante aquella interpretación. A un poco más de las 15 horas del día, subiría al escenario Sting, el cual fue muy bien recibido por parte de todos los presentes, y tras ganarse el cariño y la atención del público, se armó de tan solo una guitarra eléctrica para interpretar versiones acústicas de 2 éxitos de su antiguo grupo: Roxanne y Driven To Tears, y a pesar de no haber llegado a la talla de las versiones originales o de no haber logrado mucha emoción entre el público, sí logró conseguir mucha concentración por parte de todos los asistentes en el estadio. Luego de Sting, se subió al escenario Phil Collins, el cual también es alabado por las personas presentes, para luego interpretar al piano Against All Odds, In the Air Tonight y Long Long Way to Go (esta última canción con ayuda de Sting), también logrando buena respuesta entre los fanáticos. Para finalizar la participación de ambos, salieron a dueto interpretando una versión acústica de Every Breath You Take, con Sting en la guitarra, Phil Collins en el piano, y Branford Marsalis en el saxofón.  A pesar de no haber sido la interpretación más agitante del concierto, logró ser una de las más recordadas del día. Collins, después de su actuación en Londres, tomaría un helicóptero el cual lo llevaría hasta el aeropuerto más cercano, y de ahí un Concorde para transportarse hasta un aeropuerto cercano del estadio John F. Kennedy, para sus otras presentaciones en aquella localización, por lo que no pudo quedarse hasta el final del concierto en Londres, siendo el único de todos los artistas en estar presente en ambos conciertos. Después vino Howard Jones, quien al piano interpretó una emotiva versión de Hide and Seek.  A horas ya entradas de la tarde, y cuando ya se iba ocultando el sol, una de las presentaciones más recordadas fue la que protagonizó Bryan Ferry, acompañado en guitarra por David Gilmour interpretando Sensation, Boys and Girls, Slave to Love y la versión del clásico de John Lennon "Jealous Guy". Gilmour fue invitado por Ferry a participar en compañía de su orquestación, ya que en esos momento Pink Floyd se encontraba disuelta debido a que se estaba llevando a cabo el juicio por los derechos y el nombre de la banda contra Roger Waters. Luego de Bryan Ferry, sale a escena Paul Young, el cual, al igual que todos los artistas, también es bien recibido por el público. Luego de una épica entrada, interpreta Come Back and Stay. Y para terminar, el ambiente se puso romántico cuando Paul interpreta Every Time You Go Away, recibiendo aplausos y alabanzas por todos los presentes. Durante la actuación de Paul, en Filadelfia se daba inicio al concierto realizado en el Estadio John F. Kennedy, y Bob Geldof subió al escenario a informar a las millones de personas en Wembley sobre aquello, dando bienvenida al mega evento a todos los artistas y agrupaciones que se presentaron en el otro lado del mundo. Donaciones de todas partes del mundo seguían sumándose y se encontraban ya sintonizando 165 países en total. Después, un momento destacado fue la actuación de U2, quienes tocaron una dura versión de Sunday Bloody Sunday, pero su segunda canción fue la que definió su actuación como mítica, ya que durante la interpretación de Bad, Bono eligió desde el escenario a una mujer del público para que pudiese bailar con él; y en vista de que la cantidad de gente impedía que la chica que escogió se acercase al escenario, el propio Bono bajó hasta donde se encontraba y la ayudó a salir, dejando durante toda esa estadía a Larry, Adam y a The Edge tocando sin vocalista en el escenario. Aquella mujer contó en julio de 2005 que Bono le había salvado la vida, pues había demasiada gente amontonada lo cual impedía que la chica pudiese respirar. Esta rotura de barreras fue unánimemente destacada como un momento mítico del concierto por la prensa, la crítica y el público. Originalmente el grupo tocaría Pride (In The Name Of Love), pero todas las bandas y artistas tenían tan solo 15 minutos para su actuación, y debido a que la interpretación de Bad fue muy larga se vieron obligados a omitir la tercera y última canción de su listado. Poco después de la legendaria actuación de U2, salió a escena Dire Straits, liderada por uno de los mejores guitarristas de todos los tiempos, Mark Knopfler. Comenzaron tocando Money for Nothing, su gran éxito de esa época, junto a Sting (músico)|Sting, para posteriormente interpretar una versión bastante profesional de Sultans of Swing y provocar un gran entusiasmo entre los espectadores por su notable interpretación musical. Posterior a su participación, la agrupación se tuvo que retirar del estadio debido a que tenían un recital en otro lugar. Según el público presente, la mejor de todas las actuaciones fue la participación de Queen, quien se lució tocando versiones recortadas para ajustarse a los veinte minutos por artista de seis de sus mejores clásicos, los cuales fueron Bohemian Rhapsody, Radio Ga Ga, Hammer to Fall, Crazy Little Thing Called Love, We Will Rock You y We Are The Champions; esta última fue interpretada como un himno por todos los presentes en Londres, Filadelfia, y por todos los espectadores en el mundo. Freddie Mercury también dio un impresionante dueto vocal con el público, muy característico de sus conciertos.  Queen se había robado todas las miradas y los aplausos de cada rincón del planeta, y mientras esto ocurría, Bob Geldof subió enojado hasta el punto más alto del estadio, en donde se hallaba la cabina de transmisión de la BBC, entrometiéndose en la mitad de la grabación y exigir donaciones, percatándose que iban recaudando ya más de 1 millón de libras. Más tarde saldrían el guitarrista Brian May en compañía de Freddie a interpretar Is This the World We Created...?, con la cual cerraron su participación en el concierto. La actuación de Queen en Live Aid fue elegida a través de una encuesta musical como el mejor concierto de rock de todos los tiempos, logrando el 79% de los votos.
Siguiendo con las horas del concierto, David Bowie subió de manera formal al escenario e interpretó cuatro de sus éxitos más movidos: TVC 15, Rebel Rebel, Modern Love y Heroes.
Al finalizar su presentación, Bowie invitó a todos los presentes en el estadio y a los espectadores en todo el mundo, a recordar el motivo del evento, dando un momento de sensibilización y presentando imágenes que mostraban la crudeza de la situación que se vivía en África a través de las pantallas instaladas en el estadio. Ese fue el momento en que más donaciones se hicieron en todas las horas del evento. Cerca de las 20 horas, cuando ya caía la noche en Londres, poco más de ocho horas de concierto ya se habían realizado, y la expectación y entusiasmo del público presente no decaía. Hasta el momento, se estaba llevando a cabo uno de los eventos más vistos en la historia de la música a nivel mundial.  En ese momento se presentan los que son considerados "los reyes de los shows en vivo": The Who, cautivando al público, pues antes del concierto, la banda se encontraba disuelta, y verlos tocar en vivo después de años junto a Kenney Jones, inmortalizo el momento.  Tras un acalorado recibimiento por parte de todo el público, la banda interpreta My Generation, Pinball Wizard, Love, Reign o'er Me y Won't Get Fooled Again, sus clásicos de fama mundial, causando gran revuelo entre los presentes gracias al nivel de interpretación del grupo. Sin embargo, a pesar del momento alegre que cautivo a los aficionados, durante la interpretación de My Generation, en el momento en el que el vocalista Roger Daltrey canto "Why don't all fade...", en el momento en el que iba a pronunciar la última palabra "away", se quemo un fusible que provocó que la transmisión trasatlántica se cortara, regresando la señal durante la parte final de Pinball Wizard. Cerca de las 21 horas, ya acercándose al final del evento en Londres, se presenta Elton John, el cual sale siendo apreciado y muy aplaudido por el público, pasando a interpretar sus mejores éxitos: I'm Still Standing, Bennie and the Jets, Rocket Man y Can I Get A Witness. Luego de estos temas, Elton invita a la cantante de pop Kiki Dee, para interpretar Don't Go Breaking My Heart, canción que años antes habían hecho ambos a dúo, regalando un bonito momento; y para terminar, Elton invita al cantante de Wham! George Michael para ambos a dúo cantar Don't Let The Sun Go Down On Me, un clásico de todos los tiempos, el cual, un par de años después grabarían a dúo como sencillo de gran éxito comercial a nivel mundial. La presentación de Elton fue la más extensa de todo el día, y asimismo una de las mejores. Después de casi nueve horas de concierto, el último artista en escena fue Paul McCartney, interpretando "Let It Be" al piano, acompañado en coro por Pete Townshend, Bob Geldof, David Bowie y Alison Moyet. 
Pese a las altas expectativas, no todo fue como se esperaba, pues al inicio de la canción, debido a un accidente técnico, el público presente en el estadio no pudo escuchar bien la voz de Paul durante los 2 primeros minutos, ocasionando que el Ex Beatle tenga que repetir versos y hasta estrofas en vano, provocando que los técnicos hicieran hasta lo imposible para arreglar ese problema. El público no dejaba de reclamar a gritos por sus ganas de oír al artista, y para terminar, todo el asunto empeoró cuando llegaron los acompañantes, los cuales se equivocaron constantemente en la letra.  Todo este inmenso problema hizo que McCartney tuviese que volver a grabar su voz para la ventas en formatos DVD. Para finalizar, Bob Geldof invitó a escena a todos las bandas y artistas que estuvieron presentes en el estadio de Wembley, para interpretar todos un último número, justamente la canción escrita en 1984 para concientizar al mundo de la situación africana: Do They Know It's Christmas? la cual fue interpretada con gran fervor por todos los músicos, que también integraron Band Aid y por las 85 000 personas presentes. La emoción conquistó al mundo y el objetivo del concierto en Londres se había cumplido. Al finalizar la canción, el público estalló en aplausos y gritos al igual que los artistas sobre el escenario, y para concluir con el evento, Bob Geldof dio las gracias a todos por el apoyo y por la gran recaudación que se logró para la ayuda de los pueblos hambrientos de África, dando paso directo vía satélite, al concierto de Filadelfia, que en ese momento ya se estaba realizando. En modo de sarcasmo, Geldof declaró en una entrevista de que semanas antes del concierto no había dormido nada, y confeso que al terminar el evento se iría a casa a dormir.

## Evento en el estadioJ. F. Kennedy
En la tarde del 13 de julio de 1985, 99 000 personas llenaron el estadio JFK de Filadelfia para ayudar y apoyar la causa liderada por Geldof y disfrutar de Live Aid. 4 horas más tarde del inicio del concierto de Inglaterra comenzó el de Filadelfia, siendo el afamado actor Jack Nicholson el presentador de dicho evento y abriendo el show con el artista Bernard Watson, el cual interpretó el clásico de Bob Dylan All I Really Want to Do, y luego se subiría al escenario la artista Joan Baez, la cual abrió el show con las siguientes palabras: "Este es vuestro Woodstock", dejando a entender que el concierto, además de apoyar a los niños hambrientos de África, también sería historia para los jóvenes de ese entonces, para luego interpretar Amazing Grace, una canción clásica de todos los tiempos, y luego a interpretar a capela una versión recortada del himno del Live Aid We Are The World.
El Heavy Metal, no paso desapercibido en el concierto, y entre los momentos más destacables se puede nombrar la actuación del grupo de heavy metal Black Sabbath, con Ozzy Osbourne de cantante (recordando que ya hacía más de seis años que se había retirado de la agrupación) y el baterista Bill Ward (que se retiró de la banda hacía dos años), y como no podía ser de otra forma, tocaron tres de las mejores canciones clásicas del grupo de sus primeros años: Children of the Grave, Iron Man y Paranoid, regalando a los presentes un muy bonito recuerdo en el cual se esperaba lo prometido, logrando que en plena ola de los 80s, el rock de la década pasada retumbara el estadio. 
Otro de los momentos más heavys del evento, fue la participación del grupo británico Judas Priest, los cuales también fueron muy recibidos, aplaudidos y aceptados por el público y los televidentes, interpretando tres de sus más grandes temas de su repertorio: Living After Midnight (en la cual un Rob Halford en su mejor momento tanto vocal como cuerpo físico, jugó y se divirtió con el público en algunas partes de la canción haciendo que el público participara), The Green Manalishi y You've Got Another Thing Comin', llenando de muchísima energía, entusiasmo y felicidad al público presente, haciendo que su actuación sea considerada como una de las mejores del día, a pesar de algunos problemas de sonido que se presentaron.
Siguiendo con las horas del concierto en el estadio John. F. Kennedy, se sube al escenario siendo muy bien aclamado por el público el consolidado artista canadiense Bryan Adams interpretando sus más grandes éxitos de ese último año del disco Reckless: Kids Wanna Rock, Summer of '69, y también sus otros éxitos como Tears Are Not Enough y Cuts Like a Knife, logrando un gran recibimiento y respeto de la gente hacia este.
No se puede dejar pasar desapercibido la increíble actuación de una de las bandas más populares de la década de los 60s: The Beach Boys, con Brian Wilson y Carl Wilson en una increíble forma a pesar de los años. Interpretando 5 canciones clásicas de su repertorio haciendo que el público cante, se emocione y baile: California Girls, Help Me, Ronda, Wouldn't It Be Nice, Good Vibrations y Surfin'USA.
Otro gran momento fue la interpretación del tema Don't You (Forget About Me) por el grupo Simple Minds, canción que era uno de los temas más populares de la época en todo el mundo. La agrupación también aprovecho para interpretar Ghost Dancing y Promised You a Miracle, logrando el aplauso del público y el mundo.
Madonna interpretó dos de sus éxitos, Into the Groove y Holiday y un tema inédito hasta el momento, Love Makes the World Go Round y provocó la exaltación de los 78 mil asistentes. Es recordada la afirmación sarcástica que hizo: «Hoy no me quito nada». Respondía así a las habladurías que afirmaban (falsamente) que se desvestía en sus conciertos hasta quedarse en ropa interior.
Momentos después, siguiendo con el plan de recaudar dinero para los niños de África, sube al escenario Kenny Loggins, el cual armado de una guitarra eléctrica y una gran orquesta, interpreta su clásico Footloose perteneciente a la banda sonora de la película del mismo nombre, provocando una gran emoción para el público, haciéndolo bailar, cantar, divertirse y pasar un agradable momento.  
Horas después, Phil Collins, después de viajar en forma directa desde Inglaterra en el Concorde, salió a escena y fue el único artista que logró estar en los dos conciertos y lograr la gran hazaña propuesta. Interpretó al piano In The Air Tonight y Against All Odds en solitario.
Phil Collins tenía muchas responsabilidades ese día, pues Eric Clapton, uno de los mejores guitarristas de la historia, lo invito para ser su baterista interpretando ambos los más grandes éxitos de Clapton en solitario y con sus bandas Cream y Derek and the Dominos: White Room, She's Waiting y Layla, recibiendo los aplausos, el respeto y el cariño del público. Sin embargo, no todo fue perfecto, pues durante Layla, Collins tuvo que ir a los servicios, por lo que ambos músicos tuvieron que acelerar el tiempo. Además algunos comentan que en el estadio no se escuchaba muy bien los instrumentos, aparte de la Stratocaster de Clapton, pues el mismo la había llevado al concierto.
Collins no lo tuvo nada fácil en los siguientes minutos, pues era la hora de la actuación del regreso una de las mejores bandas de la historia de la música: Led Zeppelin, y como cinco años atrás, el que es considerado el mejor baterista de todos los tiempos John Bonham había fallecido ahogado con su propio vómito después de beber demasiado, la banda gastó casi toda parte de su tiempo buscando un reemplazo. Es ahí cuando el vocalista Robert Plant le aviso con tan breve tiempo a Phil Collins para ayudar, lo que provocó que Collins no tuviese casi nada de tiempo para aprender bien las partituras complejas de batería de las tres canciones que la banda interpretó ese día: Rock and Roll, Whole Lotta Love y Stairway To Heaven, por lo que Collins no tuvo de otra que tratar de aprendérselas durante su viaje desde Londres hasta Filadelfia. Sin embargo, Collins estaba tardando más de lo previsto, el día en Filadelfia transcurría y Collins no llegaba, así que la banda tuvo que llamar a otro baterista el cual fue Tony Thompson, baterista de la banda Chic (banda), si es que Collins no conseguía llegar a tiempo, y ahora Collins tendría que tratar de coordinar con Thompson, pues ambos músicos tenían muy claro en que si la batería fallaba, la actuación se iría para abajo. Felizmente Collins logró llegar bien al estadio y la banda al fin dio su actuación, es aquí cuando todo fue de mal en peor. Mientras las canciones transcurrían Robert Plant desafinaba demasiado y le salían lo que se le conoce como "gallos", la gente lo veía muy confundido y hasta algunos pensaban que estaba borracho. Jimmy Page días anteriores había estado exagerando demasiado con respecto a las drogas, y durante el concierto hacia movimientos muy extraños y algo perturbadores, mientras que en cada momento se la pasaba con su guitarra fuera de tono. El único que se salvo de las críticas fue John Paul Jones', el cual parecía estar bien y haber ensayado.
Pasando 15 minutos después de las 22 horas, el público seguía con gran entusiasmo y emoción a pesar de ya haber pasado varias horas desde que inicio el concierto. En ese momento aparece sobre el escenario el legendario y rebelde vocalista de The Rolling Stones: Mick Jagger, el cual hizo que el público se emocionara aun más mientras aplaudían y cantaban Lonely At The Top y Just Another Night, dos de los más grandes éxitos de Jagger de su carrera en solitario. Luego este cantaría y bailaría Miss You de los Stones, y para terminar su gran participación en el concierto, el junto a la cantante Tina Turner interpretaron a dúo State Of Shock, donde lograron unos de los momentos más agitados del concierto y generaron un ambiente de fiesta para todos los presentes.
El último artista en aparecer fue el legendario cantautor Bob Dylan, el cual fue muy bien recibido y respetado por el público presente. Si de por sí fue demasiado épico ver a Dylan sobre el escenario, todo fue aun más legendario cuando este invita a Wood y a Richards de The Rolling Stones, haciendo que el público se emocionara aun más. Los 3 artistas armados de 3 guitarras acústicas, lograron interpretar las mejores canciones: Blowin' in the Wind y When the Ship Comes In, regalando al público un emocionante momento digno de aplaudir. Sin embargo, durante la interpretación de Blowin' in the Wind, Dylan por accidente rompió las cuerdas de su guitarra, y en un hermoso gesto de empatía y amistad, Wood le compartió su guitarra a Dylan quedándose su guitarra hasta que le entregasen otra de repuesto. El público comenzó a aplaudir en ese momento por tal bonito gesto.
Para finalizar el concierto, aparecen sobre el escenario del estadio Lionel Richie y Harry Belafonte de manera sorpresiva, y después de unas emotivas palabras, proceden a invitar a todos los artistas que estuvieron presentes, como lo hizo Geldof en el concierto anterior, para interpretar la canción que fue el gran himno de Live Aid - America: We Are the World, compuesto el año anterior por Richie y Michael Jackson, quien no quiso estar presente en el evento por motivos de color de piel. La interpretación de We Are the World por todos los artistas presentes abrazados y por un coro de niños sobre el escenario, fue el momento de mayor emoción de todo el concierto, el momento en donde el rock, el pop, el blues, el soul, el jazz, el R&B, el heavy metal, el folk y todos los demás géneros musicales existentes se unieron para ayudar con todo el corazón a los más necesitados, logrando el aplauso general de todos los asistentes y del mundo entero, dando paso entre abrazos y lágrimas, al definitivo cierre final del evento. 
Live Aid, duró en total más de 16 horas, fue visto por más de 3.000 millones de personas en todo el mundo.
Bob Geldof logró su objetivo y toda la ayuda recaudada fue destinada a la gente de África, celebrándose a partir de ese día, cada 13 de julio, el día mundial del rock y de todos sus oyentes.

## Artistas que rechazaron la participación
Así como todos los artistas que estuvieron presentes en el concierto brillaron, algunos otros no quisieron hacerlo por razones personales, de los cuales no se dejaron de mencionar durante las 16 horas del concierto, entre ellos:
- Bruce Springsteen: a pesar de haber sido llamado por Geldof, Springsteen rechazó, debido a que quería descansar de las giras por el éxito de su más reciente álbum Born in the U.S.A., además que recién se acababa de casar. Posteriormente, al ver la calidad del evento y la magnitud que había adquirido, afirmó públicamente que se arrepintió de no haber formado parte de los tantos artistas que tocaron en el estadio John F. Kennedy de Filadelfia.

- Prince: debido a la política y la furia que había desatado entre gente muy religiosa debido a supuestos mensajes subliminales de su último álbum, cuando Geldof lo llamó, este le dijo que no por el motivo ya dicho, pues tenía miedo a ser asesinado por alguien del público en plena actuación en el estadio John F. Kennedy.

- Stevie Wonder: Geldof lo llamó para invitarlo a participar en el John F. Kennedy y al principio este aceptó con mucho gusto, pero cuando se reveló la lista de los participantes en dicho estadio, este simplemente se negó debido a la homogeneidad de los artistas. Según le dijo a Geldof, Stevie Wonder "no quería ser el negro de la película".

- Diana Ross: siendo originalmente invitada para actuar en John F. Kennedy, Diana rechazó. Se desconoce el motivo, pero se rumorea que es porque la cantante odia actuar junto a otros artistas, algo que se hace notar en "The Divas Show".

- Michael Jackson: cuando Geldof lo invitó, Jackson también dijo que no, aduciendo las mismas razones que Stevie Wonder. Incluso se rumoreó que ambos artistas estaban planeando una especie de sabotaje dirigido hacia el mega evento.

- AC/DC: cuando la banda ya se encontraba disponible desde el éxito de sus últimos álbumes de estudio, fueron invitados para tocar en el estadio John F. Kennedy. Los miembros de la banda simplemente se negaron rotundamente, y no se molestaron en dar alguna razón. Sin embargo, tiempo después el vocalista Brian Johnson hablaría de mala manera sobre estos tipos de conciertos benéficos demostrando su falta de confianza en estos, lo que podría explicar por qué la banda no quiso aparecer sobre el mega evento.

- Journey: Steve Perry, el cual había participado en el sencillo "We Are The World", fue invitado junto a su banda por Geldof para el Estadio John F. Kennedy, recibiendo la misma respuesta que la de AC/DC.

- Deep Purple: al inicio con mucho gusto dijeron que sí. A pesar de que fueron llamados para la actuación en el estadio John F. Kennedy, estos quisieron aparecer vía satélite, y Geldof aceptó. Sin embargo, días antes del evento, al guitarrista de la banda Ritchie Blackmore le dejó de interesar la participación, y a pesar de que trataron de convencerlo para participar, este solo se rehusó y la agrupación no tuvo de otra que echarse para atrás. Años después, ya para cuando se llevó a cabo Live 8, Blackmore mostró toda clase de arrepentimiento por no haber participado.

- Van Halen: fueron llamados por Geldof, y a pesar de que la banda se mostró muy interesada por aparecer en el estadio John F. Kennedy, tuvieron que dejar pasar el evento debido a cómo el vocalista David Lee Roth se había retirado para formar una nueva banda. Van Halen pasaron casi todo el año buscando a un nuevo vocalista, encontrando demasiado tarde a Sammy Hagar.

- The Beatles: al ver que Paul McCartney aparecería sobre el escenario del Estadio de Wembley, Geldof aprovechó la oportunidad e intentó hacer una reunión entre los tres Beatles sobrevivientes y el hijo de John Lennon: Julian Lennon, para tocar más de un tema en ese mismo estadio. Pese a ello, George Harrison no mostró casi nada de interés, mientras que el baterista Ringo Starr simplemente no tenía muchas ganas de participar, y en cuanto al caso de Julian, al ver que este tomaría el rol de su difunto padre, se sintió indignado y rechazó la oferta de Geldof, llegando a dejar pasar incluso una presentación junto a Sting y Phil Collins.

- Billy Joel: si bien aceptó con muchas ganas de participar e incluso su nombre llegó a aparecer en el cartel de promoción, días antes del evento, no logró reunir a su orquesta, quedando totalmente descartado.

- Rod Stewart: sucedió lo mismo que con Billy Joel. Aunque al inicio aceptó con mucho gusto, y estaba prevista su actuación en el estadio de Wembley, tampoco logró reunir a su orquesta, quedando así totalmente descartado.

- Frankie Goes to Hollywood: a pesar de la llamada de Geldof y la insistencia de su vocalista principal Holly Johnson para presentarse sobre el escenario del Estadio de Wembley, los otros miembros de la banda no mostraron ningún interés en aparecer, por lo que Johnson no pudo hacer nada al respecto. Posteriormente, la banda lo reconocería como su peor decisión de toda su carrera musical.

- Simon and Garfunkel: Geldof pensó que si podían actuar Crosby, Stills, Nash & Young o Bob Dylan, podrían hacerlo también otros artistas de folk rock como lo eran Paul Simon y Art Garfunkel. Sin embargo, Geldof estaba presionando demasiado a Simon para actuar en el Estadio John F. Kennedy junto a su excompañero con el cual no se estaba llevando nada bien, y de ahí se rehusó completamente.

- Pink Floyd: aunque no se les veía interés por participar en el estadio de Wembley, tampoco rechazaron aparecer. Por otro lado, la banda empezó los juicios sobre el líder de la banda, en donde Roger Waters estaba muy enojado con los miembros de ésta. Así, la reunión en el estadio de Wembley fue imposible. Sin embargo, Bryan Ferry aprovechó la oportunidad, y terminó tocando junto a David Gilmour.

- Tears For Fears: ya habían aceptado participar e incluso ya estaban apuntados en el cartel de promoción. Para ser exactos, su actuación tendría lugar en el estadio John F. Kennedy, pero justo días antes del evento, dejaron totalmente plantados a Geldof y a Midge Ure.

- Cindy Lauper: no quiso participar, y tampoco ofreció explicación alguna. Se rumorea sin embargo de que no estuvo presente debido a que días antes del concierto se sometió a un tipo de cirugía y debía guardar reposo por varias semanas, lo cual le impidió participar en el mega concierto.

## Destino de los fondos
Algunas ONG han criticado que las ayudas enviadas a Etiopía contribuyeron en realidad (aunque sin pretenderlo) a que el gobierno de Etiopía en ese momento pudiese trasladar a miles de personas al suroeste del país para hacer una limpieza étnica.
Y a pesar de todo el esfuerzo hecho por todos los artistas, había rumores sobre que un 95% de toda la gran cantidad de dinero recaudado para África había sido utilizado para compra de objetos ilegales, o así lo comentaba la BBC después de una profunda investigación al caso, descubriendo que muy poca parte del dinero había llegado hasta las víctimas, empezando una batalla legal entre Geldof y la cadena de televisión para descubrir en donde término gastándose el dinero. 
El director de Band Aid en Etiopía de 1985 a 1991, John James, estimó que hasta un 20% de lo recaudado acabó en manos de guerrillas que luchaban contra el gobierno socialista.
La BBC se vio obligada a publicar una disculpa sin precedentes antes de cada informativo cuando se demostró que las acusaciones contra Band Aid eran totalmente falsas.

## Formato DVD
El 8 de noviembre del año 2004, se editó bajo el sello Warner Music, un pack de 4 DVD, recopilando 10 de las 16 horas que duró el evento en total, mostrando lo mejor de ambos conciertos y un documental realizado por la BBC. En dicho DVD se excluyó la participación de Led Zeppelin con Phil Collins a petición Robert Plant y Jimmy Page pues los 2 músicos se darían cuenta de lo mala que había sido su actuación, y estos querían que el mundo se olvidase de ella, método que no funcionó, y el público siguió recordándola como la peor actuación del concierto. También se tomaron decisiones juiciosas sobre qué actos se incluirían y cuáles no, debido a dificultades técnicas en las representaciones originales, la ausencia de imágenes originales o por razones de derechos musicales. Actuaciones como las de artistas como Rick Springfield , The Four Tops , The Hooters , The Power Station o Billy Ocean lamentablemente quedaron excluidos de la versión del DVD.